# Liste de jeux vidéo Yoshi
Cet article liste les jeux vidéo de la série Yoshi basés sur le personnage du même nom.

## Série principale
| Titre                                 | Plate-forme      | Année de sortie | Développeur  |
| ------------------------------------- | ---------------- | --------------- | ------------ |
| Super Mario World 2: Yoshi's Island   | Super Nintendo   | 1995            | Nintendo EAD |
| Yoshi's Story                         | Nintendo 64      | 1997            | Nintendo EAD |
| Yoshi's Island: Super Mario Advance 3 | Game Boy Advance | 2002            | Nintendo EAD |
| Yoshi's Universal Gravitation         | Game Boy Advance | 2004            | Artoon       |
| Yoshi Touch and Go                    | Nintendo DS      | 2005            | Nintendo EAD |
| Yoshi's Island DS                     | Nintendo DS      | 2006            | Artoon       |
| Yoshi's New Island                    | Nintendo 3DS     | 2014            | Arzest       |
| Yoshi's Woolly World                  | Wii U            | 2015            | Good-Feel    |
| Poochy & Yoshi's Woolly World         | Nintendo 3DS     | 2017            | Good-Feel    |
| Yoshi's Crafted World                 | Nintendo Switch  | 2019            | Good-Feel    |

1. ↑  Réédité sur la Console virtuelle de la Wii en 2007.
2. ↑  Portage de Super Mario World 2: Yoshi's Island. Offert dans le cadre du "Programme Ambassadeur 3DS" sur Nintendo 3DS en 2011 et réédité sur la Console virtuelle de la Wii U en 2014.
3. ↑  Portage de Yoshi's Woolly World.

## Jeux dérivés
| Titre                                    | Plate(s)-forme(s)                                     | Année de sortie | Développeur                |
| ---------------------------------------- | ----------------------------------------------------- | --------------- | -------------------------- |
| Mario and Yoshi                          | Nintendo Entertainment System Game Boy                | 1991            | Game Freak                 |
| Yoshi's Cookie                           | Nintendo Entertainment System Game Boy Super Nintendo | 1992            | Bullet-Proof Software      |
| Yoshi no Cookie: Kuruppon Oven de Cookie | Super Famicom                                         | 1994            | National Human Electronics |
| Yoshi's Safari                           | Super Nintendo                                        | 1993            | Nintendo R&D1              |
| Tetris Attack                            | Super Nintendo Game Boy                               | 1996            | Nintendo R&D1              |

1. ↑  Réédité (dans sa version NES) sur les Consoles virtuelles de la Wii, 3DS et Wii U respectivement en 2007, 2012 et 2013. Également offert dans le cadre du "Programme Ambassadeur 3DS" sur Nintendo 3DS en 2011.
2. ↑  Inclus (dans sa version NES) dans Nintendo Puzzle Collection (sorti sur Game Cube en 2003) et réédité sur la Console virtuelle de la Wii en 2008.
3. ↑  Adaptation occidentale du jeu japonais Panel de Pon sorti sur SNES et Game Boy en 1995.

## Autres apparitions

### Jeux où Yoshi est jouable
Cette liste n'inclut pas les jeux de la série Super Smash Bros. et les séries dérivées de Super Mario (Mario Kart, Mario Party, etc.). Voir la section Autres.
| Titre                                  | Plate-forme         | Année de sortie | Développeur                                                                            |
| -------------------------------------- | ------------------- | --------------- | -------------------------------------------------------------------------------------- |
| Super Mario 64 DS                      | Nintendo DS         | 2004            | Nintendo EAD                                                                           |
| Fortune Street                         | Wii                 | 2011            | Square Enix, Marvelous, Paon et Think Garage                                           |
| Super Mario Maker                      | Wii U               | 2015            | Nintendo EAD                                                                           |
| Mini-Mario & Friends: Amiibo Challenge | Wii U, Nintendo 3DS | 2016            | Nintendo NST                                                                           |
| Super Mario Run                        | Apple iOS, Android  | 2016, 2017      | Nintendo EPD                                                                           |
| Dr. Mario World                        | Apple iOS, Android  | 2019            | NHN Entertainment, Line Corporation et Nintendo Entertainment Planning & Développement |

1. 1 2  Via support amiibo.

### Jeux où Yoshi est une monture
| Titre                     | Plate-forme    | Année de sortie | Développeur        |
| ------------------------- | -------------- | --------------- | ------------------ |
| Super Mario World         | Super Nintendo | 1990            | Nintendo EAD       |
| Super Mario Sunshine      | Game Cube      | 2002            | Nintendo EAD       |
| New Super Mario Bros. Wii | Wii            | 2009            | Nintendo EAD       |
| Super Mario Galaxy 2      | Wii            | 2010            | Nintendo EAD Tokyo |
| New Super Mario Bros. U   | Wii U          | 2012            | Nintendo EAD       |
| Super Mario Maker         | Wii U          | 2015            | Nintendo EAD       |

### Autres

#### Mario Kart
- Super Mario Kart (1992) — Super Nintendo
- Mario Kart 64 (1997) — Nintendo 64
- Mario Kart: Super Circuit (2001) — Game Boy Advance
- Mario Kart: Double Dash!! (2003) — Game Cube
- Mario Kart DS (2005) — Nintendo DS
- Mario Kart Arcade GP (2005) — Arcade
- Mario Kart Arcade GP 2 (2007) — Arcade
- Mario Kart Wii (2008) — Wii
- Mario Kart 7 (2011) — Nintendo 3DS
- Mario Kart Arcade GP DX (2013) — Arcade
- Mario Kart 8 (2014) — Wii U (2018 — Nintendo Switch)
- Mario Kart Tour (2019) — Apple iOS, Android

#### Mario Tennis
- Mario's Tennis (1995) — Virtual Boy
- Mario Tennis (2000) — Nintendo 64
- Mario Tennis (2000) — Game Boy Color
- Mario Power Tennis (2004) — Game Cube
- Mario Tennis Open (2012) — Nintendo 3DS
- Mario Tennis: Ultra Smash (2015) — Wii U
- Mario Tennis Aces (2018) — Nintendo Switch

#### Mario Golf
- Mario Golf (1999) — Nintendo 64
- Mario Golf (1999) — Game Boy Color
- Mario Golf: Toadstool Tour (2004) — Game Cube
- Mario Golf: Advance Tour (2004) — Game Boy Advance
- Mario Golf: World Tour (2014) — Nintendo 3DS

#### Mario et Sonic aux Jeux olympiques
- Mario et Sonic aux Jeux olympiques (2007) — Wii
- Mario et Sonic aux Jeux olympiques (2008) — Nintendo DS
- Mario et Sonic aux Jeux olympiques d'hiver (2009) — Wii
- Mario et Sonic aux Jeux olympiques d'hiver (2009) — Nintendo DS
- Mario et Sonic aux Jeux olympiques de Londres 2012 — Wii
- Mario et Sonic aux Jeux olympiques de Londres 2012 — Nintendo 3DS
- Mario et Sonic aux Jeux olympiques d'hiver de Sotchi 2014 — Wii U
- Mario et Sonic aux Jeux olympiques de Rio 2016 — Wii U
- Mario et Sonic aux Jeux olympiques de Rio 2016 — Nintendo 3DS
- Mario et Sonic aux Jeux olympiques de Tokyo 2020 — Nintendo Switch

#### Autres jeux de sports
- Mario Smash Football (2005) — Game Cube
- Mario Superstar Baseball (2005) — Game Cube
- Mario Slam Basketball (2006) — Nintendo DS
- Mario Strikers Charged Football (2007) — Wii
- Itadaki Street DS (2007) — Wii
- Super Mario Stadium Baseball (2008) — Wii
- Fortune Street (2011) — Wii
- Mario Sports Mix (2011) — Wii
- Mario Sports Superstars (2017) — Nintendo 3DS

#### Mario Party
- Mario Party (1998) — Nintendo 64
- Mario Party 2 (1999) — Nintendo 64
- Mario Party 3 (2000) — Nintendo 64
- Mario Party 4 (2002) — Game Cube
- Mario Party 5 (2003) — Game Cube
- Mario Party 6 (2004) — Game Cube
- Mario Party Advance (2005) — Game Boy Advance
- Mario Party 7 (2005) — Game Cube
- Mario Party 8 (2007) — Wii
- Mario Party DS (2007) — Nintendo DS
- Mario Party 9 (2012) — Wii
- Mario Party: Island Tour (2013) — Nintendo 3DS
- Mario Party 10 (2015) — Wii U
- Mario Party: Star Rush (2016) — Nintendo 3DS
- Mario Party: The Top 100  (2017) — Nintendo 3DS
- Super Mario Party (2018) — Nintendo Switch

#### Game and Watch Gallery
- Game & Watch Gallery (1997) — Game Boy
- Game and Watch Gallery 2 (1997) — Game Boy
- Game & Watch Gallery 3 (1999) — Game Boy Color
- Game & Watch Gallery 4 (2002) — Game Boy Advance

#### Super Smash Bros.
- Super Smash Bros. (1999) — Nintendo 64
- Super Smash Bros. Melee (2002) — Game Cube
- Super Smash Bros. Brawl (2008) — Wii
- Super Smash Bros. for Nintendo 3DS (2014)
- Super Smash Bros. for Wii U (2014)
- Super Smash Bros. Ultimate (2018) — Nintendo Switch

#### Jeux de rôle
- Super Mario RPG: Legend of the Seven Stars (1996) — Super Nintendo
- Paper Mario (2001) — Nintendo 64
- Mario & Luigi: Superstar Saga (2004) — Game Boy Advance
- Paper Mario : la Porte millénaire (2004) — Game Cube
- Mario et Luigi : Les Frères du temps (2006) — Nintendo DS
- Mario & Luigi: Dream Team Bros. (2013) — Nintendo 3DS
- Puzzle & Dragons: Super Mario Bros. Edition (2015) — Nintendo 3DS
- Mario & Luigi: Paper Jam Bros. (2015) — Nintendo 3DS
- Paper Mario: Color Splash (2016) — Wii U

#### Caméos
- Animal Crossing: New Leaf
- Donkey Kong Country 2: Diddy's Kong Quest
- Game Boy Camera
- Mario is Missing!
- Mario's Time Machine
- Metal Gear Solid: The Twin Snakes
- Metal Gear Solid: Snake Eater 3D
- Minecraft (pack "Super Mario Mash-Up")
- Nintendo Land ("La récolte fruitée de Yoshi")
- Paper Mario: Sticker Star
- Scribblenauts Unlimited
- Sonic Lost World
- Super Mario 64
- Super Mario All-Stars: Super Mario Bros. 3
- Super Mario Bros. Deluxe
- Super Mario Galaxy
- Super Paper Mario
- Tetris DS
- The Legend of Zelda: Link's Awakening
- The Legend of Zelda: Ocarina of Time
- WarioWare Gold